# Midwest Airlines (Ägypten)
Midwest Airlines war eine in Kairo, Ägypten beheimatete Fluggesellschaft. Sie bot bis 2012 Charterflüge innerhalb von Ägypten und nach Europa an. 

## Geschichte
Midwest Airlines wurde im Jahr 1998 mit einer Flotte von zwei Airbus 310 gegründet. Eine der beiden Maschinen wurde 2004 verkauft, die andere stillgelegt.
Von Beginn an operierte Midwest Airlines im Chartersegment zwischen ägyptischen Ferienorten und Europa sowie dem Nahen Osten. Aufgrund von Problemen mit den Besitzern wurde der Flugbetrieb im Jahr 2006 eingestellt. Nach dem Verkauf der Airline im Jahr 2009 wurde die Airline im September 2009 einer umfassenden Umstrukturierung unterzogen. Nach einigen Bemühungen konnte eine Boeing 737 geleast werden. Damit konnte die Fluglizenz erneuert werden und der Betrieb wurde wieder aufgenommen.
Im Juli 2012 lief die Fluglizenz erneut aus;

## Zwischenfälle
- Im Januar 2011 musste eine Boeing 737-800 nach dem Start an den Flughafen Scharm asch-Schaich zurückkehren, da es ein Problem mit der Druckregulierung gab.[3]
- Im Juni 2011 landete eine Boeing 737-800 außerplanmäßig auf dem Flughafen Kairo-International, nachdem an einem Triebwerk technische Probleme aufgetreten waren.[4]
- An einer Boeing 737-800, die für die Shaheen Air von Peshawar International Airport nach Flughafen Abu Dhabi unterwegs war, wurden nach der Landung in Abu Dhabi Beschädigungen am linken Triebwerk aufgrund eines Vogelschlags festgestellt.[5]